# Condor (Versicherung)
Die Condor Versicherungen sind eine ehemalige deutsche Versicherungsgruppe aus Hamburg. Sie gehörte bis 2008 zum Finanzdienstleistungsarm der Dr. August Oetker KG. Nach der Übernahme durch die R+V Versicherung wurde die Gruppe aufgelöst, die einzelnen Gesellschaften wurden unter Beibehaltung ihres Namens in die Konzernstruktur integriert.

## Geschichte

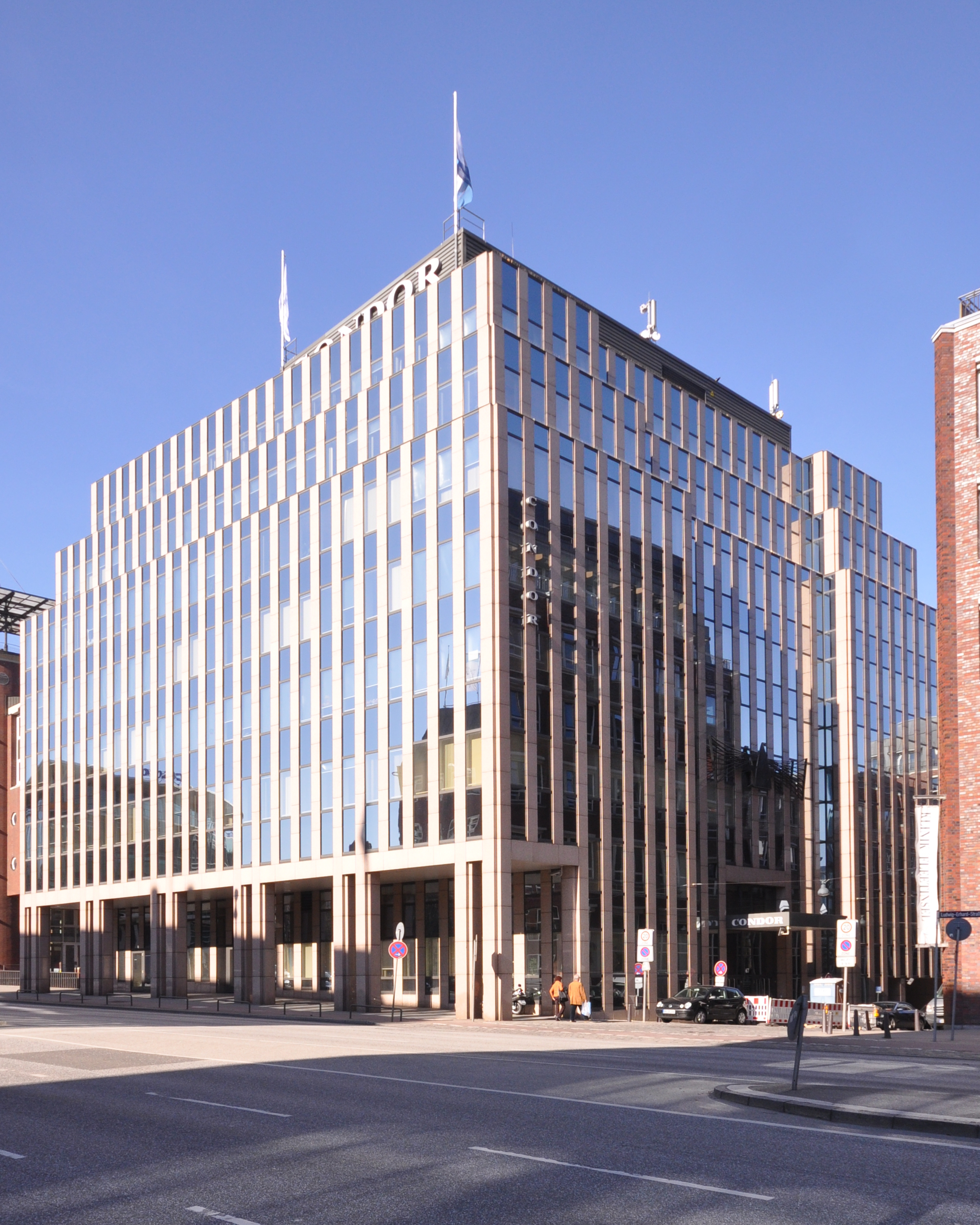
Condorhaus in Hamburg-Neustadt

Die Versicherungsgruppe entstand 1955, als zunächst die Condor Transport- und Rückversicherungs-AG als Tochter der Dr. August Oetker KG gegründet wurde und im folgenden Jahr die Condor Allgemeine Versicherungs-AG als Kompositversicherungs- und die Condor Lebensversicherungs-AG als Lebensversicherungsunternehmen hinzukamen. 1991 wurde die zwischenzeitlich auf Kraftfahrtversicherung spezialisierte Condor Transport- und Rückversicherungs-AG in Optima Versicherungs-AG umfirmiert. 1996 wurde die Optima Lebensversicherungs-AG gegründet, deren Bestand jedoch bereits 2002 auf die Condor Lebensversicherungs-AG übertragen wurde. 2003 übernahm die Condor Allgemeine Versicherungs-AG den deutschen Versicherungsbestand des britischen Versicherers The Northern Assurance Company.
Die Gruppe war auf das mittelständische Gewerbe sowie auf das gehobene Privatkundengeschäft fokussiert, das zeitweise ebenfalls zum Oetker-Imperium gehörende Bankhaus Lampe lieferte hier neben Versicherungsmaklern und Mehrfachagenten einen Teil des Neugeschäfts. Nach Übernahme des Optima-Geschäfts verwaltete die Condor Lebensversicherungs-AG zum Bilanzstichtag 31. Dezember 2002 bei einer Beitragseinnahme von 172 Mio. Euro insgesamt 2,8 Milliarden Euro Kapitalanlagen. Auf die Condor Allgemeine Versicherungs-AG entfielen gleichzeitig 60 Mio. Euro und auf den Kraftfahrtversicherer Optima Versicherungs-AG 22 Mio. Euro Beitragseinnahmen.
2008 verkaufte Oetker die Versicherungsgruppe, die im Vorjahr Beitragseinnahmen von 332 Mio. Euro aufweisen konnte, an die R+V Versicherung. Die Transaktion wurde als Vorgriff auf Solvency II und die damit verbundenen hohen Implementierungsaufwendungen gesehen. Dort wurde das Versicherungsgeschäft unter der bestehenden Marke fortgeführt. Die Vorstände der Gesellschaften sind jedoch teilweise in Personalunion mit der R+V besetzt, da der R+V-Konzern grundsätzlich wie ein einheitliches Unternehmen geführt wird.
Der Hamburger Firmensitz „Condorhaus“, ein Bürogebäude an der Ecke von Admiralitätstraße und Ludwig-Erhard-Straße, wurde vom Architekten Cäsar Pinnau entworfen. 